# Muhammad ibn Najif

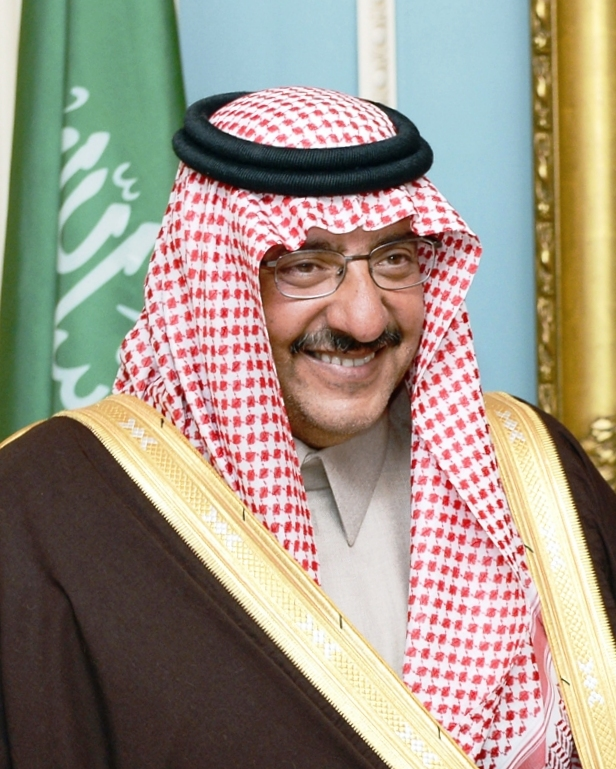

Muhammad ibn Najif ibn Abd al-Aziz Al Su’ud (ur. 30 czerwca 1959 w Dżuddzie) – książę saudyjski.
Jest synem Najifa ibn Abd al-Aziz Al Su’uda i wnukiem pierwszego króla Arabii Saudyjskiej, Abd al-Aziza ibn Su’uda. Matką księcia Muhammada jest druga żona Najifa – Al-Dżauhara bint Abd al-Aziz ibn Musa’id ibn Dżalawi.
W latach 1999–2012 pełnił funkcję wiceministra spraw wewnętrznych ds. bezpieczeństwa. Od 2012 do 2017 sprawował urząd ministra spraw wewnętrznych. Od 23 stycznia 2015 do 29 kwietnia 2015 był wicenastępcą tronu i drugim wicepremierem, a następnie od 29 kwietnia 2015 do 21 czerwca 2017 następcą tronu i pierwszym wicepremierem.
Jest żonaty ze swoją siostrą stryjeczną – Rimą bint Salman ibn Abd al-Aziz. Para ma dwie córki:
- księżniczkę Sarę,
- księżniczkę Lulu.